# NDUFA6
NDUFA6 (англ. NADH:ubiquinone oxidoreductase subunit A6) – білок, який кодується однойменним геном, розташованим у людей на короткому плечі 22-ї хромосоми. Довжина поліпептидного ланцюга білка становить 154 амінокислот, а молекулярна маса — 17 871.
| 10         |  | 20         |  | 30         |  | 40         |  | 50         |
| ---------- |  | ---------- |  | ---------- |  | ---------- |  | ---------- |
| MGKDIRPRSA |  | RAACKGVGLW |  | SGCFGKMAGS |  | GVRQATSTAS |  | TFVKPIFSRD |
| MNEAKRRVRE |  | LYRAWYREVP |  | NTVHQFQLDI |  | TVKMGRDKVR |  | EMFMKNAHVT |
| DPRVVDLLVI |  | KGKIELEETI |  | KVWKQRTHVM |  | RFFHETEAPR |  | PKDFLSKFYV |
| GHDP       |  |            |  |            |  |            |  |            |

A: Аланін

C: Цистеїн

D: Аспарагінова кислота

E: Глутамінова кислота

F: Фенілаланін

G: Гліцин

H: Гістидин

I: Ізолейцин

K: Лізин

L: Лейцин

M: Метіонін

N: Аспарагін

P: Пролін

Q: Глутамін

R: Аргінін

S: Серин

T: Треонін

V: Валін

W: Триптофан

Кодований геном білок за функцією належить до фосфопротеїнів. 
Задіяний у таких біологічних процесах, як транспорт, транспорт електронів, дихальний ланцюг. 
Локалізований у мембрані, мітохондрії, внутрішній мембрані мітохондрії.